# Präsidentschaftswahl in Litauen 2024
Die Präsidentschaftswahl in Litauen 2024 fand am 12. Mai statt. Zudem erfolgte ein Referendum zur Frage, ob Mehrfachstaatsbürgerschaften erlaubt sein sollen, zum Beispiel für im Ausland lebende Litauer.
Da keiner der Kandidaten im ersten Wahlgang die absolute Mehrheit erlangen konnte, fand am 26. Mai eine Stichwahl zwischen den beiden Bestplatzierten, Amtsinhaber Gitanas Nausėda und Ministerpräsidentin Ingrida Šimonytė, statt. Nausėda gewann diese mit rund 75 Prozent der Stimmen.
Der Präsident der Republik Litauen wird in direkten Wahlen von Wählern mit litauischer Staatsangehörigkeit jeweils für 5 Jahre in den Wahlkreisen gewählt.

## Kandidaten
Die Wahlkommission hat folgende acht von insgesamt zwölf Kandidaten zugelassen:
| Kandidat                                                                         | Kandidat | Kandidat                       | Partei | Amt                                                       |
| -------------------------------------------------------------------------------- | -------- | ------------------------------ | --- | --------------------------------------------------------- |
|                                                                                  |          | Giedrimas Jeglinskas (* 1979)  | Demokratų sąjunga Vardan Lietuvos | Leutnant a. D., Vizeminister der Verteidigung (2014–2019) |
|                                                                                  |          | Andrius Mazuronis (* 1979)     | Darbo partija (leiboristai) | Seimas-Mitglied, Bauingenieur                             |
|                                                                                  |          | Gitanas Nausėda (* 1964)       | Parteilos Kommunistische Partei der Sowjetunion Kommunistische Partei Litauens (1988–1991) Lietuvos socialdemokratų partija Lietuvos regionų partija | Amtierender Präsident, Ökonom, Professor                  |
|                                                                                  |          | Ingrida Šimonytė (* 1974)      | Tėvynės sąjunga – Lietuvos krikščionys demokratai | Premierministerin Litauens, Seimas-Mitglied               |
|                                                                                  |          | Eduardas Vaitkus (* 1956)      | Parteilos | Hämatologe, Professor                                     |
|                                                                                  |          | Ignas Vėgėlė (* 1975)          | Parteilos Lietuvos krikščioniškosios demokratijos partija Krikščionių sąjunga Laisvė ir teisingumas Lietuvos valstiečių ir žaliųjų sąjunga           | Rechtsanwalt, EU-Rechtler, Professor                      |
|                                                                                  |          | Dainius Žalimas (* 1973)       | Laisvės partija | Völkerrechtler, Professor                                 |
|                                                                                  |          | Remigijus Žemaitaitis (* 1982) | Parteilos Nemuno aušra | Seimas-Mitglied, Jurist                                   |
| Zurückgezogene Kandidaten                                                        |          |                                | |                                                           |
|                                                                                  |          | Arūnas Rimkus (* 1963)         | Parteilos |                                                           |
|                                                                                  |          | Valdas Tutkus (* 1960)         | Kartų solidarumo sąjunga – Santalka Lietuvai | Generalleutnant a. D.                                     |
|                                                                                  |          | Aurelijus Veryga (* 1976)      | Lietuvos valstiečių ir žaliųjų sąjunga | Seimas-Mitglied, Psychiater, Professor                    |
|                                                                                  |          | Gintautas Kniukšta (* 1960)    | Parteilos | Agronom                                                   |
|                                                                                  |          |                                | |                                                           |
| Quellen: Vyriausioji rinkimų komisija: Kandidaten, Zusammenfassung – Stimmzettel |          |                                | |                                                           |

## Ergebnis
| Kandidaten                                                       | Kandidaten            | Parteien                                          | 1. Wahlgang | 1. Wahlgang | 2. Wahlgang | 2. Wahlgang |
| Kandidaten                                                       | Kandidaten            | Parteien                                          | Stimmen     | %           | Stimmen     | %           |
| ---------------------------------------------------------------- | --------------------- | ------------------------------------------------- | ----------- | ----------- | ----------- | ----------- |
|                                                                  | Gitanas Nausėda       | Parteilos (LSDP – LRP)                            | 627.851     | 44,5        | 879.660     | 75,6        |
|                                                                  | Ingrida Šimonytė      | Tėvynės sąjunga – Lietuvos krikščionys demokratai | 282.806     | 20,0        | 284.384     | 24,4        |
|                                                                  | Ignas Vėgėlė          | Parteilos (LKDP – KS – LT – LVŽS)                 | 176.062     | 12,5        |             |             |
|                                                                  | Remigijus Žemaitaitis | Parteilos (Nemuno aušra)                          | 131.703     | 9,3         |             |             |
|                                                                  | Eduardas Vaitkus      | Parteilos                                         | 104.353     | 7,4         |             |             |
|                                                                  | Dainius Žalimas       | Laisvės partija                                   | 50.495      | 3,6         |             |             |
|                                                                  | Andrius Mazuronis     | Darbo partija (leiboristai)                       | 19.687      | 1,4         |             |             |
|                                                                  | Giedrimas Jeglinskas  | Demokratų sąjunga Vardan Lietuvos                 | 19.348      | 1,4         |             |             |
| Gesamt                                                           | Gesamt                | Gesamt                                            | 1.412.305   | 100         | 1.164.044   | 100         |
|                                                                  |                       |                                                   |             |             |             |             |
| Ungültige Stimmen                                                | Ungültige Stimmen     | Ungültige Stimmen                                 | 11.476      | 0,8         | 17.821      | 1,5         |
| Wähler                                                           | Wähler                | Wähler                                            | 1.423.781   | 59,3        | 1.181.865   | 49,2        |
| Wahlberechtigte                                                  | Wahlberechtigte       | Wahlberechtigte                                   | 2.401.808   |             | 2.404.421   |             |
|                                                                  |                       |                                                   |             |             |             |             |
| Quellen: Vyriausioji rinkimų komisija, 1. Wahlgang – 2. Wahlgang |                       |                                                   |             |             |             |             |